# Молгово
Молгово — деревня в Псковском районе Псковской области России. Входит в состав Писковичской волости.
Деревня расположена на побережье Псковского озера, южнее устья реки Абижа, в 14 км к северо-западу от центра города Пскова.
Численность населения по состоянию на 2000 год составляла 15 жителей. Остальные не проживают здесь круглосуточно, их население составляет примерно 100 человек.